# Односи Србије и Бутана
Република Србија и Краљевина Бутан успостављају званичне дипломатске односе 2011. године. Седиште српског амбасадора је у Њу Делхију у Индији.

## Односи
Први контакти успостављени су у мају на маргинама мултилатералног скупа на Балију. На састанку земаља покрета несврстаних који је одржан у септембру 2011. у Београду, премијер Мирко Цветковић и министар спољних послова Вук Јеремић примили су делегацију Бутана коју је предводио изасланик премијера Бутана. Истог месеца су Вук Јеремић и тадашњи в.д министар иностраних послова Д. Пенџо имали билатералне сусрете у Њујорку.
Одлуку о успостављању дипломатских односа са Бутаном потписао је премијер Србије Мирко Цветковић 10. новембра, а одлука је ступила на снагу 24. новембра 2011. године. Званично су дипломатски односи успотављени 9. децембра од стране страних представника двеју држава при Уједињеним нацијама, Феодора Старчевића и Лату Вангчука.
У мају 2012, министри иностраних послова двеју држава су имали билатералне сусрете у Шарм ел Шеику. Амбасадор Србије у Индији Јован Мириловић је 24. априла 2013. допутовао у престоницу Бутана Тимбу, где се сатао са премијером Џигмеом Тинлијем. Церемонија предаје акредитивних писама краљу Бутана Џигмеу Хесару Намгјелу Вангчуку су уследила 25. априла 2013. године. Он се истог дана састао и са секретаром Министарства спољних послова Бутана, као и секретарима Министарства пољопривреде и Министарства за економске односе Бутана.
Бутан подржава територијални интегритет и суверенитет Србије и не признаје независност Косова. Бутан је чланица покрета Несврстаних, организације у којој је бивша Југославија била доста утицајна.
Економска сарадња се заснива на повремено скромном увозу u 2017. години била је 39.000 а у 2021. год. 43.000 евра.
Бутан је био уздржан приликом гласања о пријему Косова у УНЕСКО 2015.

## Поређење
|                     | Србија                                                                                 | Бутан                                         |
| ------------------- | -------------------------------------------------------------------------------------- | --------------------------------------------- |
| Становништво        | 9.024.734 (без Северног Косова) - 7.186.862 (без КиМ)                                  | 747.830                                       |
| Површина            | 88.361 km²                                                                             | 38.394 km²                                    |
| Густина насељености | 92/km²                                                                                 | 18/km²                                        |
| Престоница          | Београд                                                                                | Тимбу                                         |
| Највећи град        | Београд - 1.233.796 (1.659.440 шире подручје) (2011)                                   | Тимбу - 99.021 (2012)                         |
| Облик владавине     | Парламентарна република                                                                | Уставна монархија                             |
| Званични језик      | Српски                                                                                 | Џонгка                                        |
| Вероисповест        | 84,59% Православље, 4,97% Католицизам, 3,1% Ислам, 0,99% Протестантизам, 1,11% атеисти | 75% Будизам, 22% Хиндуизам, 3% Бон, 1% остали |
| Етничка структура   | 83,32% Срби, 3,53% Мађари, 2,05% Роми, 2,02% Бошњаци, 0,80% Хрвати, 8,28 остали        | 50% Нгалопи, 35% Лоцампа, 15% остали          |
| БДП (по становнику) | 12.605 $ (2014)                                                                        | 6.112 $ (2014)                                |